# 扬州专区
扬州专区，中华人民共和国江苏省已撤销的专区，在今江苏省中部。
1949年置，属苏北行署区，专员公署驻扬州市。辖扬州市及宝应、兴化、高邮、江都、六合、仪征6县。1951年，撤销扬州专区，所辖6县划归泰州专区。
1953年，泰州专区改名扬州专区，驻地相应迁至扬州市。辖扬州、泰州2市及江都、兴化、高邮、宝应、六合、仪征、泰兴、靖江、泰县、江浦10县。1954年，泰州、扬州2市由省直辖。
1956年，由江都县析设邗江县；将仪征、六合、江浦3县划归镇江专区，后划回扬州专区；原属镇江专区的扬中县划入扬州专区，后划回镇江专区。扬州专区辖11县。
1958年，原由省直辖的泰州、扬州2市划回扬州专区；撤销邗江县，并入扬州市；撤销泰州市、泰县，合并设立泰州县；将江浦、六合2县划归南京市。1960年，由宝应县析设金湖县。专区辖1市、9县。
1962年，撤销泰州县，复设泰州市、泰县；由兴化县析设兴东县；恢复邗江县；原属南京市的六合、江浦2县划入扬州专区。辖2市、13县。
1964年，撤销兴东县，并入兴化县。1966年，将六合、仪征、江浦、金湖4县划归六合专区。扬州专区辖2市、8县。

## 扬州地区
1970年，撤销扬州专区，改置扬州地区。
1971年撤销六合地区，六合县归属扬州地区。
1983年，扬州地区改制为地级扬州市。